# May Wynn
May Wynn (gebürtig Donna Lee Hickey; * 8. Januar 1928 in New York City, New York; † 22. März 2021 in Newport Beach, Kalifornien) war eine US-amerikanische Schauspielerin.

## Leben
Wynn gab 1952 ihr Filmdebüt in Casanova wider Willen. Ihre erste größere Rolle spielte sie 1954 an der Seite von Donna Reed in Sie ritten nach Westen. Im selben Jahr spielte sie die Freundin von Robert Francis in Die Caine war ihr Schicksal. Sie übernahm den Namen ihrer Rolle in diesem Film als ihren Künstlernamen. Ein Jahr darauf trat sie neben Barbara Stanwyck und Glenn Ford in dem Western Rauhe Gesellen in Erscheinung. Ab Mitte der 1950er Jahre trat sie vermehrt in Fernsehproduktionen auf. 1959 beendete sie ihre Schauspielkarriere mit einer Gastrolle in der Fernsehserie Perry Mason.
Wynn war von 1956 bis 1964 mit dem Schauspieler Jack Kelly verheiratet, diese sowie eine spätere zweite Ehe endeten in Scheidung.

## Filmografie (Auswahl)
- 1952: Casanova wider Willen (Dreamboat)
- 1953: Im Reiche des goldenen Condor (Treasure of the Golden Condor)
- 1954: Sie ritten nach Westen (They Rode West)
- 1954: Die Caine war ihr Schicksal (The Caine Mutiny)
- 1955: Rauhe Gesellen (The Violent Men)
- 1958: Die Todesfalle von Hongkong (Hong Kong Affair)

## Einzelnachweis
1. ↑  Mike Barnes: May Wynn, Actress in ‘The Caine Mutiny,’ Dies at 93. In: The Hollywood Reporter, 29. April 2021.

| Personendaten    | Personendaten                   |
| ---------------- | ------------------------------- |
| NAME             | Wynn, May                       |
| ALTERNATIVNAMEN  | Hickey, Donna Lee (Geburtsname) |
| KURZBESCHREIBUNG | US-amerikanische Schauspielerin |
| GEBURTSDATUM     | 8. Januar 1928                  |
| GEBURTSORT       | New York City, New York         |
| STERBEDATUM      | 22. März 2021                   |
| STERBEORT        | Newport Beach, Kalifornien      |